# Nat Pierce
Pour les articles homonymes, voir Pierce.
Nat Pierce (né Nathaniel Pierce Blish Jr; 16 juillet 1925 Somerville (Massachusetts) – 10 juin 1992 Los Angeles) est un pianiste américain de jazz, compositeur prolifique et arrangeur, peut-être mieux connu pour avoir été le pianiste et arrangeur de Woody Herman de 1951 à 1955. La plupart de ses œuvres ont été écrites pour être interprétées par des Big band.

## Biographie
D'abord élève au Conservatoire de musique de la Nouvelle-Angleterre puis musicien amateur dans le milieu de Boston, Pierce dirige ensuite son propre groupe (avec Charlie Mariano) de 1949 à 1951. Après avoir travaillé aux côtés de Woody Herman de 1951 à 1966, comme arrangeur en chef et adjoint gestionnaire, Pierce déménage à New York et travaille à la pige avec des musiciens comme Pee Wee Russell, Lester Young, Emmett Berry et Ruby Braff, pour ne citer qu'eux.
De 1957 à 1959, Pierce dirige un groupe au sein duquel jouent Buck Clayton, Gus Johnson et Paul Quinichette. Il enregistre aussi avec un certain nombre d'autres musiciens connus, tels que Quincy Jones, Coleman Hawkins et Pee Wee Russell. Pierce se démarque pour sa capacité à jouer du piano à la manière de Count Basie et apparaît sur de nombreux enregistrements d'autres membres du Count Basie Orchestra. Pierce est également arrangeur pour la série The Sound of Jazz, présentée par John Crosby et diffusée en 1954 sur la chaîne de télévision CBS. En collaboration avec Frank Capp , il fonde le  Capp/Pierce Juggernaut band en 1975.
Pierce meurt en 1992 des complications d'une infection abdominale à Los Angeles, en Californie.

## Discographie partielle

### En tant que leader
Nat Pierce and His Orchestra
- Kansas City Souvenirs (Corail, 1957[2])[3]

### En tant que sideman
Avec Louis Bellson
- Drummer's Holiday (Verve, 1958)

Avec Ruby Braff
- The Ruby Braff Octet with Pee Wee Russell & Bobby Henderson at Newport (Verve, 1957)

Avec Al Cohn
- The Natural Seven (RCA Victor, 1955)

Avec Freddie Green
- Mr. Rhythm (RCA Victor, 1955)

Avec Johnny Hodges
- Triple Play (RCA Victor, 1967)

Avec Joe Newman
- All I Wanna Do Is Swing (RCA Victor, 1955)
- Salute to Satch (RCA Victor, 1956)
- Counting Five in Sweden (Metronome, 1958)

Avec Paul Quinichette
- For Basie (Prestige, 1957)
- Basie Reunion (Prestige, 1958)
- Like Basie! (United Artists, 1959)

Avec Buddy Tate
- Unbroken (MPS, 1970)

### Comme arrangeur
Avec Count Basie
- The Count! (Clef, 1952 [1955])
- Dance Session Album #2 (Clef, 1954)

Avec Bob Brookmeyer
- Kansas City Revisited (United Artists, 1958)

Avec Woody Herman
- Woody Herman–1963 (Philips, 1963)

Avec Quincy Jones
- The Birth of a Band! (Mercury, 1959)